# آلبرت کارنلی
آلبرت کارنلی (انگلیسی: Albert Carnelly; ۲۹ دسامبر ۱۸۷۰ – ۱۸ اوت ۱۹۲۰) بازیکن فوتبال اهل پادشاهی متحد بریتانیای کبیر و ایرلند بود.
از باشگاه‌هایی که در آن بازی کرده‌است می‌توان به باشگاه فوتبال میلوال، باشگاه فوتبال لستر سیتی، باشگاه فوتبال ناتینگهام فارست، و باشگاه فوتبال بریستول سیتی اشاره کرد.